# العزير (فلسطين)

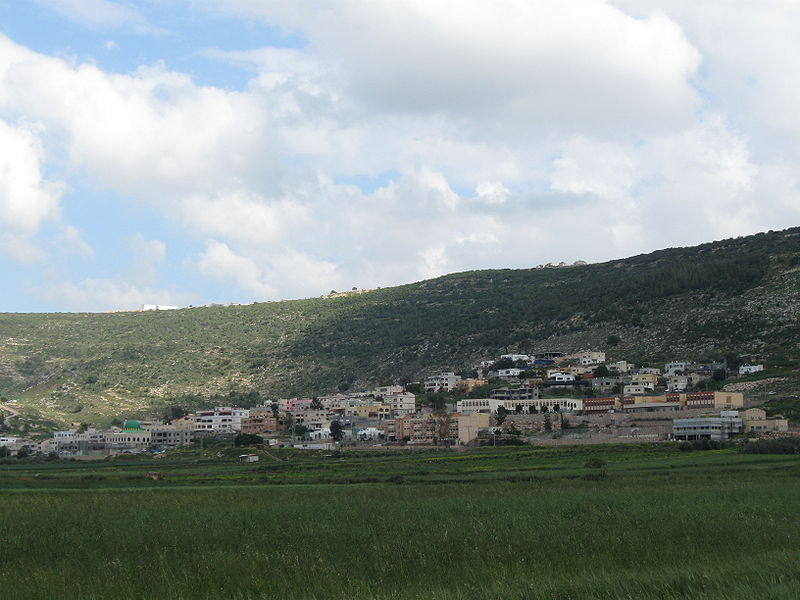
قرية العزير

تقع قرية العزير على اطراف سهل البطوف من الجهة الجنوبية منه بفلسطين،
وعلى سفح جبل طرعان على الجهة الغربية الشمالية منه، يحدها من الغرب قرية رمانة ومن الشرق قرية البعينة نجيدات.
يبلغ عدد سكانها حوالي 2800 نسمة عام 2010، وتنتمي القرية إلى مجلس البطوف الإقليمي الذي يضم أيضا قرى رمانه، عرب الهيب، وادي الحمام. ويحدها من الشمال سهل البطوف، ويحدها من الغرب قرية رمانة ومن الشرق قرية البعينة نجيدات. بلغ عدد سكانها عام 2010 حوالي 2800 نسمة.

## اصل التسمية
سميت قرية العزير نسبة للنبي عزير .

## السكّان
اعتاش معظم سكانها في الماضي من زراعة اراضيهم وتربية المواشي اما اليوم فقد قل اعتماد السكان على الزراعة كمصدر معيشتهم الأساسي إذ انخرط الشباب بالعمل في المناطق الصناعية في المدن والبلدات المجاورة.
جميع سكان القرية من المسلمين وفيها مسجدان.

## مرافق القرية
في القرية مبنى مجلس البطوف الإقليمي، وفيها ثلاث مدارس، ابتدائية وإعدادية وثانوية شاملة، وروضات أطفال، ومكتب بريد، ومحطة ضخ وتصريف المجاري، ومركز لرعاية الأم والطفل، وعيادتان طبيتان، وعيادتان لطب الاسنان وصيدلية، ومخبزان، ومركز شرطة، وملعبان رياضيان متعددا الاستخدامات، ومطعم، ومكتبة عامة تشمل الكتب وأجهزة حاسوب موصولة بالإنترنت. في القرية أيضا مكتبة لبيع الكتب والمواد الدراسية، ومتاجر أخرى.